# L'alba della libertà
L'alba della libertà (Rescue Dawn) è un film del 2006 diretto dal regista tedesco Werner Herzog e interpretato da Christian Bale. È ambientato durante la guerra del Vietnam e si ispira alla vera storia di Dieter Dengler, sulla quale il regista aveva già realizzato il documentario Little Dieter Needs to Fly (1997).

## Trama
Nel 1965, alla vigilia della guerra del Vietnam, l'aviatore statunitense di origine tedesca Dieter Dengler viene mandato per la prima volta in una missione (un bombardamento segreto sul Laos). Durante l'operazione il suo aereo viene abbattuto e lui viene fatto prigioniero. Viene così portato in un campo di prigionia in mezzo alla giungla dove sono già rinchiusi, da un anno e mezzo, altri cinque prigionieri, tra cui i due americani Eugene e Duane.
Dieter inizia a progettare la fuga, per la quale bisognerà però aspettare la stagione delle piogge. Eugene si oppone fermamente al piano di fuga, perché continua a credere che verranno liberati presto. Un giorno i prigionieri sentono una conversazione in cui i carcerieri affermano di avere l'intenzione di portarli nella giungla e ucciderli. Il giorno dopo Dieter e i compagni evadono, ma le cose non vanno come previsto e Dieter prosegue la fuga da solo con Duane. I due iniziano un viaggio durissimo in mezzo alla giungla, senza cibo e senza una precisa idea della direzione da seguire.
Dopo alcune peripezie i due vengono trovati da un gruppo di laotiani. Duane viene decapitato, mentre Dieter riesce a fuggire e prosegue il viaggio solo. Qualche tempo dopo riesce a farsi notare da un aereo americano di passaggio e viene salvato tramite elicotteri. Mentre è in ospedale i vecchi compagni lo vanno a prendere e lo riportano sulla loro portaerei, dove viene accolto come un eroe.

## Produzione
Le riprese hanno avuto luogo in Thailandia dal 22 agosto al 17 ottobre 2005, e il film è stato presentato il 9 settembre 2006 al Toronto International Film Festival.
Herzog voleva realizzare un film ispirato alla storia di Dieter Dengler già da molti anni, ma all'epoca non trovò nessuno disposto a produrlo e così realizzò il documentario Little Dieter Needs to Fly (1997), che necessitava di un budget molto minore.
Gli attori che interpretano i prigionieri hanno dovuto perdere molto peso prima di girare il film. Visto che l'acquisizione di peso è più veloce della perdita, il film è stato girato al contrario, in modo che Bale riacquistasse peso durante le riprese.
Questa è stata la prima volta che Herzog ha lavorato per una casa di produzione hollywoodiana, con una troupe abituata al metodo di lavoro americano. Un articolo del The New Yorker riporta il difficile rapporto tra il regista e la troupe, che considerava il modo di fare di Herzog “strano, impulsivo, addirittura amatoriale”. In particolare la troupe era infastidita dalla scarsa attenzione del regista per cose come gli errori di continuità o per il trucco degli attori, e dal fatto che volesse quasi sempre riprendere le scene da un unico punto di vista, con un'unica ripresa. Viene riportato anche che alcuni componenti della troupe effettuassero delle riprese di propria volontà, senza il consenso del regista, sperando che le avrebbe inserite nel montaggio finale, ma a quanto pare Herzog ha riconosciuto le riprese non sue e le ha eliminate.

## Distribuzione
In Italia il film non è stato distribuito nelle sale cinematografiche, ma direttamente sul mercato Home video nel gennaio 2009.

## Controversie
Dopo l'uscita del film Jerry DeBruin, fratello di Gene DeBruin (interpretato nel film da Jeremy Davies), ha creato il sito www.rescuedawnthetruth.com per denunciare diverse inesattezze presenti nel film; anche Pisidhi Indradat, uno dei prigionieri sopravvissuti, è intervenuto sul sito. Le critiche maggiori riguardano il modo ingiusto in cui è stato reso il personaggio di Gene e il fatto che Dieter viene dipinto come l'unica mente del piano di fuga, mentre in realtà esso era già stato progettato dagli altri prigionieri, i quali hanno poi avuto un ruolo maggiore nell'evasione.

## Curiosità
Durante il film Dieter racconta, ambientandola in un luogo diverso, la scena dell'incontro ravvicinato con un caccia americano nel film L’impero del sole, interpretato dallo stesso Christian Bale.
Nella scena del film, dove Dieter con un chiodo apre le sue manette e quelle dei compagni, afferma che non riesce ad aprire solo una marca di manette, quelle dell'azienda statunitense Smith & Wesson.